# Parthenay
Parthenay település Franciaországban, Deux-Sèvres megyében. Lakosainak száma 10 121 fő (2022. január 1.). Parthenay La Chapelle-Bertrand, Châtillon-sur-Thouet, La Peyratte, Pompaire és Le Tallud községekkel határos.

## Népesség
A település népességének változása:
| Lakosok száma | 10 204 | 10 381 | 10 902 | 10 267 | 10 235 | 10 089 | 10 108 | 10 058 | 10 121 |
|               | 2013   | 2015   | 2016   | 2017   | 2018   | 2019   | 2020   | 2021   | 2022   |